# Marie Bothmer

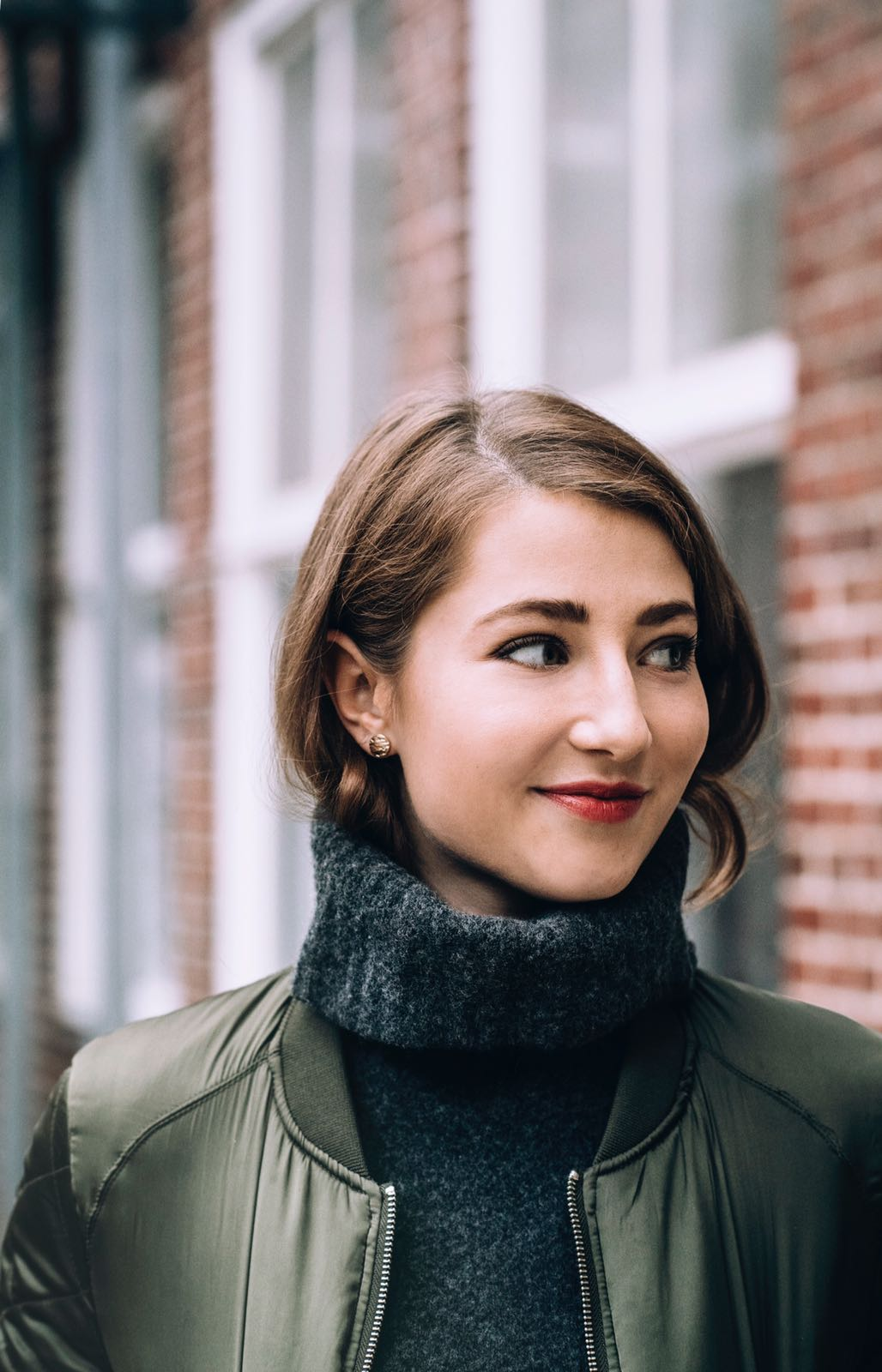
Marie Bothmer (2017)

Marie Helena von Bothmer (* 25. Dezember 1995 in Prien am Chiemsee) ist eine deutsche Popsängerin.

## Leben
Bothmer wurde als Tochter von Isabelle von Bothmer und Krimiautor Roland Voggenauer geboren. Seit ihrer Jugend schreibt sie eigene Kompositionen.
Bothmer lebt und studiert in Berlin.

## Karriere
Im Juli 2014 wurde die damals 18-jährige Bothmer von ihrem Musikproduzenten auf Facebook entdeckt und die Zusammenarbeit begann. Am 14. Oktober 2016 veröffentlichte sie ihre erste Single Es braucht Zeit, welche auch auf dem Soundtrack zum Film Unsere Zeit ist jetzt von Produzent Til Schweiger zu hören ist. Am selben Tag erschien auch das offizielle Musikvideo zur Single, das über 2.500.000 Aufrufe auf Youtube hat (Stand: Juni 2025).
Im November 2016 war Bothmer als Support mit dem deutschen Musiker Chris Brenner auf Deutschland-Tour.
Im Juni 2025 erschien ihr Debütalbum Geb dir alles, stimmt so.

## Diskografie

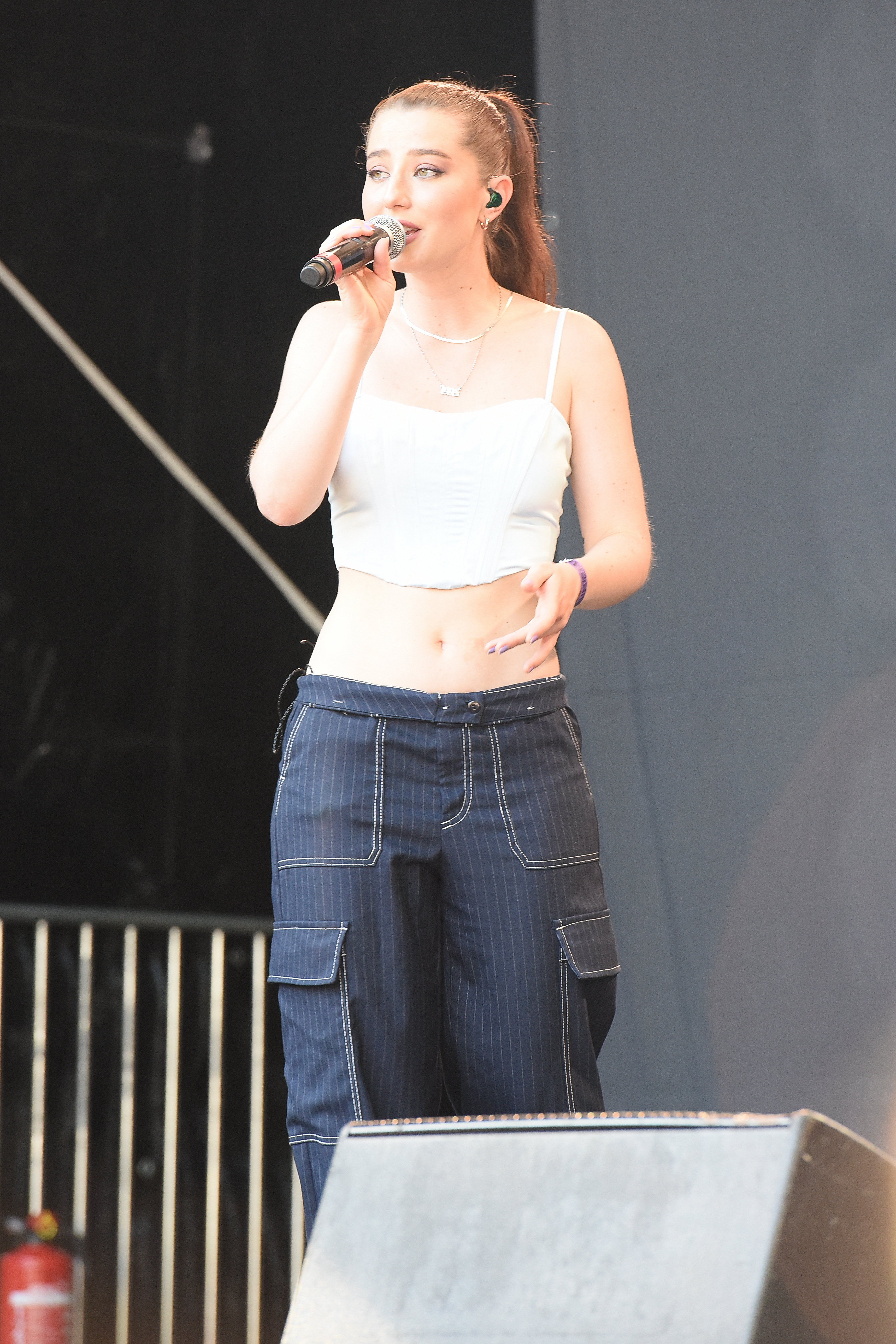
Bothmer bei einem Auftritt (2023)

### Studioalben
- 2025: Geb dir alles, stimmt so (Embassy of Music)

### EPs
- 2022: Swimmingpool (Isbessa)

### Singles
- 2016: Es braucht Zeit (Warner)[6]
- 2017: Gewinner (Warner)[7]
- 2017: Fieber (Warner)[8]
- 2017: Ich dein Alles, Du mein Nichts (Warner)[9]
- 2018: Erstes Mal (Warner)
- 2018: Halbes Du (Warner)
- 2019: Alaska (Wefor)
- 2019: Dreh auf (Wefor)
- 2019: Nah (feat. Lord Esperanza; Wefor)
- 2019: Nein (Wefor)
- 2020: Wie du bist (Wefor)
- 2021: Swimmingpool (Isbessa)
- 2022: Filmriss (Isbessa)
- 2022: Deadline (feat. YRRRE; Isbessa)
- 2022: Kugelsicher (Isbessa)
- 2022: Kater (Isbessa)
- 2023: Vollnarkose (Isbessa)
- 2023: Bothmer Schloss (Isbessa)
- 2024: Taxi Driver (Embassy of Music)
- 2024: Raketendicht (Embassy of Music)
- 2025: Übernächtigt (Embassy of Music)
- 2025: Delusional (Embassy of Music)
- 2025: Luftmatratze (Embassy of Music)
- 2025: Ego (Embassy of Music)